# Aranyhasú mangábé

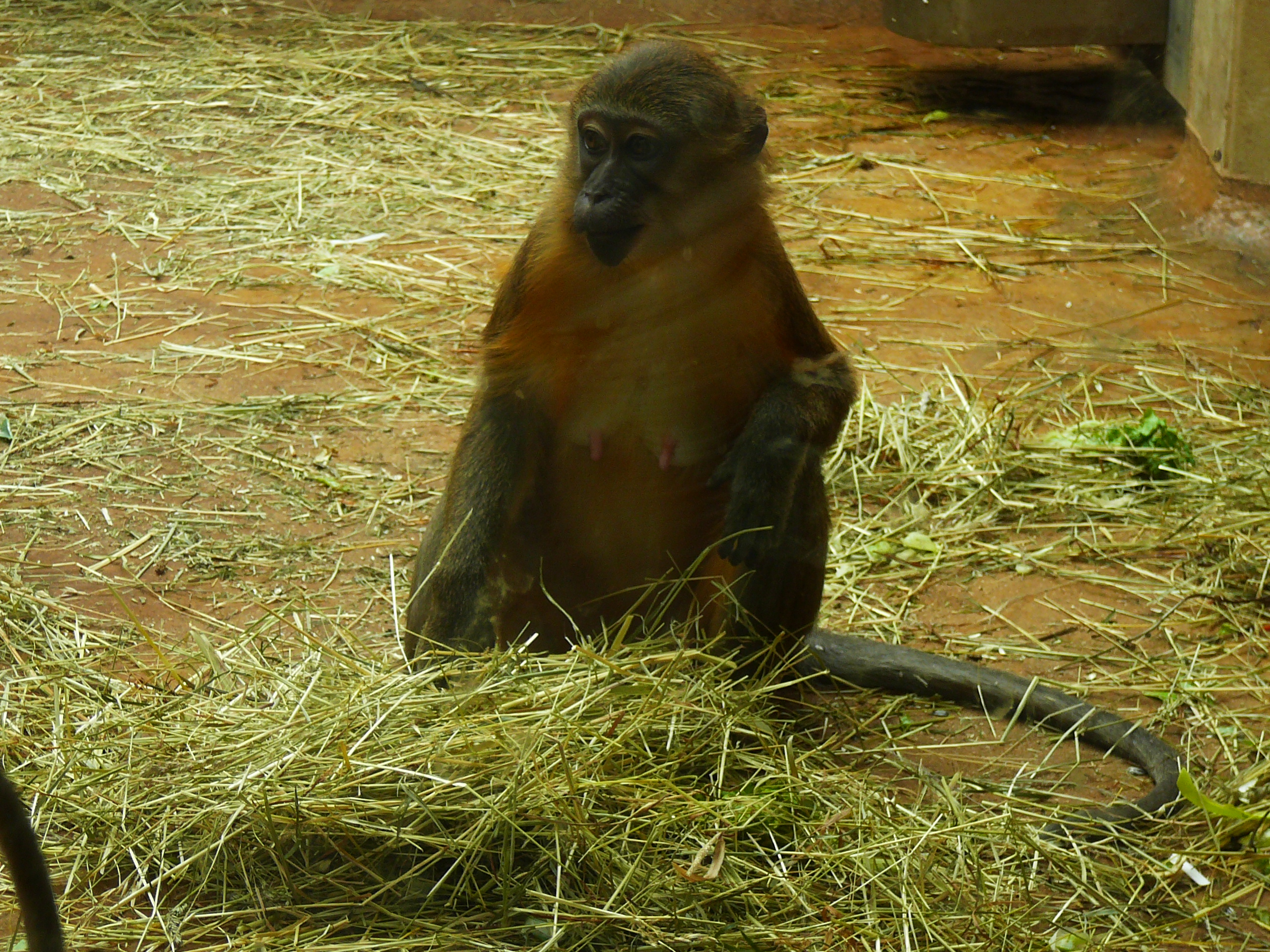
Nőstény aranyhasú mangábé

Az  aranyhasú mangábé (Cercocebus chrysogaster) a cerkóffélék családjába (Cercopithecidae), azon belül pedig a cerkófmajomformák alcsaládjába (Cercopithecinae) tartozó faj.
Korábban a kalapos mangábé (Cercocebus galeritus) alfajának tartották, mára többnyire elismerik, mint önálló fajt.

## Előfordulása
A Kongó-medence középső és déli részében levő esőerdők lakója a Kongói Demokratikus Köztársaságban.

## Megjelenése
Testhossza a hímeknél 40–60 centiméter, a nőstények valamivel kisebbek.
A hímek jóval súlyosabbak a nőstényeknél. Míg a nőstények 4–7 kilogrammosak a hímek akár 13 kilogrammosra is megnőhetnek.
Bundája barnás színű, jellegzetessége az aranyszínű hasa, melyről nevét is kapta.
Hosszú farka van, melyet ha lent tartózkodik az állat a földön függőlegesen, zászlószerűen felmereszt.
A hímeknek sajátos torokzacskója van.

## Életmódja
Ideje jelentős részét az erdő talajszintjén vagy a közelében tölti. 
20–30 főből álló csoportokban él, melyek több hímből, sok nőstényből és azok kölykeiből állnak.
A csoporton belül az egyedek hangokkal, mimikával és különböző testtartásokkal tartják egymás között a kapcsolatot.
A szabadban folytatott életmódjáról szinte semmit nem lehet tudni.
Gyümölcsöket, dióféléket, magvakat, leveleket fogyaszt, néha elkap néhány rovart is a levelek között.

## Szaporodása
A nőstény 175 napnyi vemhesség után egyetlen utódod hoz a világra. A kicsi felnevelésében részt szokott venni a csapat többi nősténye is. A nőstények három, a hímek csak öt vagy hétéves korukban lesznek ivarérettek.
A hímek ivarérettségük elérése után elhagyják szülőcsoportjukat, a nőstények ellenben életük végéig ott maradnak.
Fogságban elélhetnek akár 30 évig is, a szabad természetben várható élettartamuk minden bizonnyal alacsonyabb.

## Természetvédelmi helyzete
Élőhelyeinek elvesztése és a vadászat azt a fajt is érinti. Státusza a Természetvédelmi Világszövetség Vörös Listáján: „adathiányos”, vagyis pontosan nem állapítható meg a veszélyeztetettség foka, mivel a szabad természetben még nem tanulmányozták eléggé a fajt. Úgy tűnik azonban, hogy ha nem is áll a faj a kipusztulás küszöbén, mindenképpen veszélyeztetettnek számít.
Az állatkertek tenyészprogram keretében próbálják megóvni ezt a majomfajt a kipusztulástól. Sajnos jelenleg nagyon kevés állatkertben élnek aranyhasú mangábék. Európában csak tíz helyen tartják ezt a fajt. A legnagyobb fogságban levő állomány a Budapesti Állatkertben él. Rendszeresen szaporodnak. A 90-es években Szegeden tartották, később Debrecenbe került két hím Budapestről.